# Heterocerus nodieri
Heterocerus nodieri là một loài bọ cánh cứng trong họ Heteroceridae. Loài này được Grouvelle miêu tả khoa học đầu tiên năm 1919.